# Scutellinia setosa
Scutellinia setosa är en svampart som först beskrevs av Christian Gottfried Daniel Nees von Esenbeck, och fick sitt nu gällande namn av Carl Ernst Otto Kuntze 1891. Scutellinia setosa ingår i släktet Scutellinia och familjen Pyronemataceae.   Inga underarter finns listade i Catalogue of Life.

## Bildgalleri

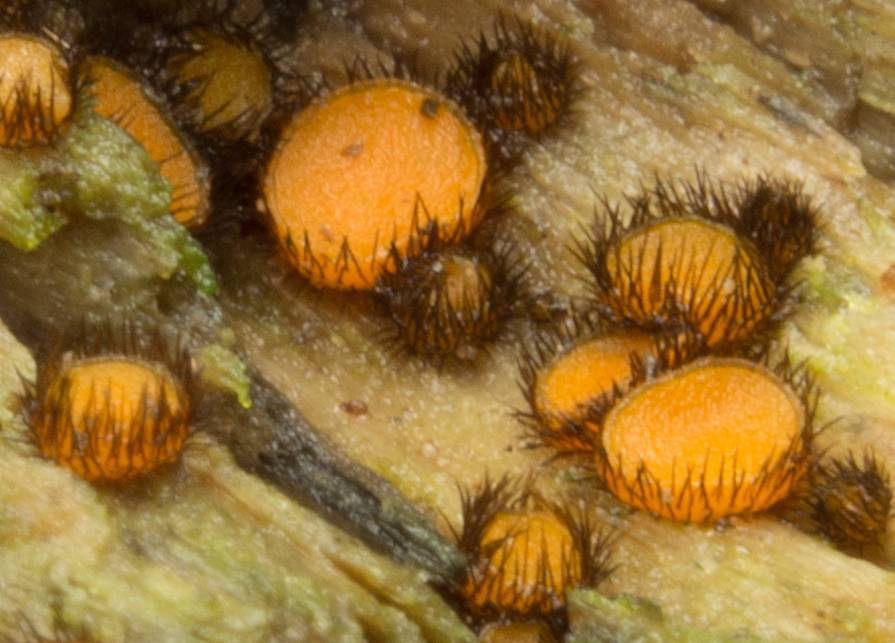